# Opius obscurifactus
Opius obscurifactus är en stekelart som beskrevs av Fischer 1968. Opius obscurifactus ingår i släktet Opius och familjen bracksteklar. Inga underarter finns listade i Catalogue of Life.